# Drosophila simulans
Drosophila simulans är en tvåvingeart som beskrevs av Alfred Sturtevant 1919. Drosophila simulans ingår i släktet Drosophila och familjen daggflugor. D. simulans är nära släkt med den mer kända arten bananflugan, båda ingår i Artundergruppen Drosophila melanogaster.

## Utbredning
Likt sin mer kända släkting bananflugan har D. simulans sitt ursprung i Afrika, men lever idag nära människan och har i modern tid spridits globalt med människan. Arten finns i Sverige och är reproducerande.